# ZNF683
ZNF683 (англ. Zinc finger protein 683) – білок, який кодується однойменним геном, розташованим у людей на 1-й хромосомі. Довжина поліпептидного ланцюга білка становить 524 амінокислот, а молекулярна маса — 56 905.
| 10         |  | 20         |  | 30         |  | 40         |  | 50         |
| ---------- |  | ---------- |  | ---------- |  | ---------- |  | ---------- |
| MKEESAAQLG |  | CCHRPMALGG |  | TGGSLSPSLD |  | FQLFRGDQVF |  | SACRPLPDMV |
| DAHGPSCASW |  | LCPLPLAPGR |  | SALLACLQDL |  | DLNLCTPQPA |  | PLGTDLQGLQ |
| EDALSMKHEP |  | PGLQASSTDD |  | KKFTVKYPQN |  | KDKLGKQPER |  | AGEGAPCPAF |
| SSHNSSSPPP |  | LQNRKSPSPL |  | AFCPCPPVNS |  | ISKELPFLLH |  | AFYPGYPLLL |
| PPPHLFTYGA |  | LPSDQCPHLL |  | MLPQDPSYPT |  | MAMPSLLMMV |  | NELGHPSARW |
| ETLLPYPGAF |  | QASGQALPSQ |  | ARNPGAGAAP |  | TDSPGLERGG |  | MASPAKRVPL |
| SSQTGTAALP |  | YPLKKKNGKI |  | LYECNICGKS |  | FGQLSNLKVH |  | LRVHSGERPF |
| QCALCQKSFT |  | QLAHLQKHHL |  | VHTGERPHKC |  | SIPWVPGRNH |  | WKSFQAWRER |
| EVCHKRFSSS |  | SNLKTHLRLH |  | SGARPFQCSV |  | CRSRFTQHIH |  | LKLHHRLHAP |
| QPCGLVHTQL |  | PLASLACLAQ |  | WHQGALDLMA |  | VASEKHMGYD |  | IDEVKVSSTS |
| QGKARAVSLS |  | SAGTPLVMGQ |  | DQNN       |  |            |  |            |

A: Аланін

C: Цистеїн

D: Аспарагінова кислота

E: Глутамінова кислота

F: Фенілаланін

G: Гліцин

H: Гістидин

I: Ізолейцин

K: Лізин

L: Лейцин

M: Метіонін

N: Аспарагін

P: Пролін

Q: Глутамін

R: Аргінін

S: Серин

T: Треонін

V: Валін

W: Триптофан

Задіяний у таких біологічних процесах, як адаптивний імунітет, імунітет, вроджений імунітет, транскрипція, регуляція транскрипції, альтернативний сплайсинг. 
Білок має сайт для зв'язування з іонами металів, іоном цинку, ДНК. 
Локалізований у ядрі.